# Hiroki Yoshimoto
Hiroki Yoshimoto (jap. 吉本大樹 Yoshimoto Hiroki; ur. 2 września 1980 roku w Osace) – japoński kierowca wyścigowy i wokalista. Pod pseudonimem "Daiki", śpiewa również w zespole rockowym.

## Kariera

### Początki
Hiroki karierę rozpoczął w roku 2001, debiutując w Japońskiej Formule 3. Wystąpiwszy w jednej rundzie, nie zdobył jednak punktów. W kolejnym roku startów startował w całym sezonie tej serii. Stanąwszy dwukrotnie na podium (z czego raz na najwyższym stopniu), zmagania zakończył na 8. miejscu. W sezonie 2003 po raz ostatni pojawił się w japońskiej F3. Nie odnotował jednak progresu, będąc ostatecznie sklasyfikowanym na 10. pozycji.
W latach 2002–2003 Japończyk brał udział również w dwóch prestiżowych wyścigach – Grand Prix Makau oraz Korea Grand Prix. W pierwszym podejściu rywalizację w nich ukończył odpowiednio na 5. i 11. lokacie, natomiast w drugim był jedenasty i dwunasty. W sezonie 2004 wziął udział w dwóch wyścigach cyklu World Series by Nissan. Nie zdobył jednak punktów.

### Seria GP2
W sezonie 2005 Yoshimoto podpisał kontrakt z japońskim zespołem BCN Competicion, na udział w bezpośrednim przedsionku Formuły 1 – serii GP2. W ciągu dwudziestu trzech wyścigów, pięciokrotnie znalazł się w strefie punktowej. Podczas sprintu na francuskim torze Magny-Cours, Hiroki stanął na podium, zajmując drugie miejsce. Ostatecznie został sklasyfikowany na 16. miejscu, w ogólnej punktacji.
W kolejnym sezonie ponownie reprezentował japońską ekipę. Tym razem sześć razy dojeżdżał na punktowanych lokatach, stając przy tym po raz drugi (i ostatni) w karierze na podium. W sprincie, w San Marino, Yoshimoto zajął wówczas trzecią lokatę. Zdobyte punkty pozwoliły Yoshimoto zająć w klasyfikacji generalnej 15. pozycję.
W roku 2008 Japończyk związał się z malezyjskim zespołem Qi-Meritus Mahara, w celu startów w Azjatyckiej GP2. Wystąpiwszy w dziesięciu wyścigach, czterokrotnie sięgnął po punkty, na najlepszym uzyskując czwartą lokatę (podczas sobotnich i niedzielnych zmagań w Dubaju). Uzyskane punkty sklasyfikowały go na 10. miejscu.
W 2009 roku ponownie zaangażował się w zimowy cykl tej serii, powracając do współpracy z japońskim teamem BCN Competicion. Hiroki podczas pierwszej rundy, na torze w Szanghaju, tylko w sprincie dojechał do mety, zajmując ósmą pozycję. W wyniku przekształcenia ekipy BCN w portugalską stajnię Ocean Racing Technology, Yoshimoto ze skutkiem natychmiastowym stracił posadę w zespole (głównym powodem tego zajścia były problemy finansowe japońskiej spółki).

### Wyścigi samochodów sportowych
W sezonu 2004 Japończyk bierze udział w serii wyścigów samochodów sportowych – Super GT. Jak na razie najlepiej spisał się w roku 2009, kiedy to został sklasyfikowany na 8. miejscu.
Oprócz tego Hiroki zaliczył okazjonalny występ w dwóch rundach Formuły Nippon oraz w argentyńskim wyścigu Top Race. Nie osiągnął w nich jednak zadowalających rezultatów.

## Wyniki w GP2
| Legenda oznaczeń w tabelach wyników Wyświetl szablon na nowej stronie | Legenda oznaczeń w tabelach wyników Wyświetl szablon na nowej stronie                                                                     |
| Oznaczenie                                                            | Wyjaśnienie |
| --------------------------------------------------------------------- | --- |
| Złoty                                                                 | Zwycięzca lub mistrzostwo |
| Srebrny                                                               | 2. miejsce lub wicemistrzostwo |
| Brązowy                                                               | 3. miejsce lub II wicemistrzostwo |
| Zielony                                                               | Ukończył, punktował (w klasyfikacji generalnej, gdy zdobył co najmniej jeden punkt na przestrzeni sezonu, poza trzema powyższymi opcjami) |
| Niebieski                                                             | Ukończył, nie punktował (w klasyfikacji generalnej, gdy nie zdobył co najmniej jednego punktu na przestrzeni sezonu)                      |
| Czerwony                                                              | Nie zakwalifikował się (NZ) |
| Czerwony                                                              | Nie prekwalifikował się (NPK) |
| Różowy                                                                | Nie ukończył (NU) |
| Różowy                                                                | Niesklasyfikowany (NS) (w klasyfikacji generalnej, gdy nie został sklasyfikowany w żadnym wyścigu sezonu)                                 |
| Czarny                                                                | Zdyskwalifikowany (DK) |
| Czarny                                                                | Wykluczony (WYK/EX) |
| Biały                                                                 | Nie wystartował (NW) |
| Biały                                                                 | Kontuzjowany (K/INJ) |
| Biały                                                                 | Wyścig odwołany (OD/C) |
| Bez koloru                                                            | Został wycofany (WYC/WD) |
| Bez koloru                                                            | Nie przybył (NP/DNA) |
| Bez koloru                                                            | Nie brał udziału w treningach (NT/DNP) |
| Bez koloru                                                            | Nie został zgłoszony (–) |
| Pogrubienie                                                           | Start z pole position |
| Kursywa                                                               | Najszybsze okrążenie wyścigu |
| †                                                                     | Nie ukończył, ale jego rezultat został zaliczony ze względu na przejechanie więcej niż 90% dystansu wyścigu.                              |
| *                                                                     | Sezon w trakcie |
| 1/2/3                                                                 | Punktowana pozycja w sprincie kwalifikacyjnym                                                                                             |
| Lista systemów punktacji Formuły 1                                    | |

| Rok  | Zespół          | Wyniki w poszczególnych eliminacjach | Wyniki w poszczególnych eliminacjach | Wyniki w poszczególnych eliminacjach | Wyniki w poszczególnych eliminacjach | Wyniki w poszczególnych eliminacjach | Wyniki w poszczególnych eliminacjach | Wyniki w poszczególnych eliminacjach | Wyniki w poszczególnych eliminacjach | Wyniki w poszczególnych eliminacjach | Wyniki w poszczególnych eliminacjach | Wyniki w poszczególnych eliminacjach | Wyniki w poszczególnych eliminacjach | Wyniki w poszczególnych eliminacjach | Wyniki w poszczególnych eliminacjach | Wyniki w poszczególnych eliminacjach | Wyniki w poszczególnych eliminacjach | Wyniki w poszczególnych eliminacjach | Wyniki w poszczególnych eliminacjach | Wyniki w poszczególnych eliminacjach | Wyniki w poszczególnych eliminacjach | Wyniki w poszczególnych eliminacjach | Wyniki w poszczególnych eliminacjach | Wyniki w poszczególnych eliminacjach | Punkty | Pozycja |
| ---- | --------------- | ------------------------------------ | ------------------------------------ | ------------------------------------ | ------------------------------------ | ------------------------------------ | ------------------------------------ | ------------------------------------ | ------------------------------------ | ------------------------------------ | ------------------------------------ | ------------------------------------ | ------------------------------------ | ------------------------------------ | ------------------------------------ | ------------------------------------ | ------------------------------------ | ------------------------------------ | ------------------------------------ | ------------------------------------ | ------------------------------------ | ------------------------------------ | ------------------------------------ | ------------------------------------ | ------ | ------- |
| 2005 | BCN Competicion | SMR                                  | SMR                                  | ESP                                  | ESP                                  | MON                                  | NÜR                                  | NÜR                                  | FRA                                  | FRA                                  | GBR                                  | GBR                                  | HOC                                  | HOC                                  | HUN                                  | HUN                                  | TUR                                  | TUR                                  | ITA                                  | ITA                                  | BEL                                  | BEL                                  | BHR                                  | BHR                                  | 14     | 16      |
| 2005 | BCN Competicion | NU                                   | 9                                    | NU                                   | 17                                   | NW                                   | 11                                   | NU                                   | 6                                    | 2                                    | 13                                   | NU                                   | 12                                   | NU                                   | 13                                   | 17                                   | 8                                    | 10                                   | 10                                   | 16                                   | NU                                   | 17                                   | 7                                    | 6                                    | 14     | 16      |
| 2006 | BCN Competicion | VAL                                  | VAL                                  | SMR                                  | SMR                                  | NÜR                                  | NÜR                                  | ESP                                  | ESP                                  | MON                                  | GBR                                  | GBR                                  | FRA                                  | FRA                                  | HOC                                  | HOC                                  | HUN                                  | HUN                                  | TUR                                  | TUR                                  | ITA                                  | ITA                                  |                                      |                                      | 12     | 15      |
| 2006 | BCN Competicion | NU                                   | 12                                   | 8                                    | 3                                    | 8                                    | 4                                    | NU                                   | NU                                   | NU                                   | NU                                   | 17                                   | 9                                    | NU                                   | 23                                   | NU                                   | NU                                   | NU                                   | NU                                   | 19                                   | 8                                    | 5                                    |                                      |                                      | 12     | 15      |

## Wyniki w Azjatyckiej Serii GP2
| Legenda oznaczeń w tabelach wyników Wyświetl szablon na nowej stronie | Legenda oznaczeń w tabelach wyników Wyświetl szablon na nowej stronie                                                                     |
| Oznaczenie                                                            | Wyjaśnienie |
| --------------------------------------------------------------------- | --- |
| Złoty                                                                 | Zwycięzca lub mistrzostwo |
| Srebrny                                                               | 2. miejsce lub wicemistrzostwo |
| Brązowy                                                               | 3. miejsce lub II wicemistrzostwo |
| Zielony                                                               | Ukończył, punktował (w klasyfikacji generalnej, gdy zdobył co najmniej jeden punkt na przestrzeni sezonu, poza trzema powyższymi opcjami) |
| Niebieski                                                             | Ukończył, nie punktował (w klasyfikacji generalnej, gdy nie zdobył co najmniej jednego punktu na przestrzeni sezonu)                      |
| Czerwony                                                              | Nie zakwalifikował się (NZ) |
| Czerwony                                                              | Nie prekwalifikował się (NPK) |
| Różowy                                                                | Nie ukończył (NU) |
| Różowy                                                                | Niesklasyfikowany (NS) (w klasyfikacji generalnej, gdy nie został sklasyfikowany w żadnym wyścigu sezonu)                                 |
| Czarny                                                                | Zdyskwalifikowany (DK) |
| Czarny                                                                | Wykluczony (WYK/EX) |
| Biały                                                                 | Nie wystartował (NW) |
| Biały                                                                 | Kontuzjowany (K/INJ) |
| Biały                                                                 | Wyścig odwołany (OD/C) |
| Bez koloru                                                            | Został wycofany (WYC/WD) |
| Bez koloru                                                            | Nie przybył (NP/DNA) |
| Bez koloru                                                            | Nie brał udziału w treningach (NT/DNP) |
| Bez koloru                                                            | Nie został zgłoszony (–) |
| Pogrubienie                                                           | Start z pole position |
| Kursywa                                                               | Najszybsze okrążenie wyścigu |
| †                                                                     | Nie ukończył, ale jego rezultat został zaliczony ze względu na przejechanie więcej niż 90% dystansu wyścigu.                              |
| *                                                                     | Sezon w trakcie |
| 1/2/3                                                                 | Punktowana pozycja w sprincie kwalifikacyjnym                                                                                             |
| Lista systemów punktacji Formuły 1                                    | |

| Rok       | Zespół                                  | Wyniki w poszczególnych eliminacjach | Wyniki w poszczególnych eliminacjach | Wyniki w poszczególnych eliminacjach | Wyniki w poszczególnych eliminacjach | Wyniki w poszczególnych eliminacjach | Wyniki w poszczególnych eliminacjach | Wyniki w poszczególnych eliminacjach | Wyniki w poszczególnych eliminacjach | Wyniki w poszczególnych eliminacjach | Wyniki w poszczególnych eliminacjach | Wyniki w poszczególnych eliminacjach | Punkty | Pozycja |
| --------- | --------------------------------------- | ------------------------------------ | ------------------------------------ | ------------------------------------ | ------------------------------------ | ------------------------------------ | ------------------------------------ | ------------------------------------ | ------------------------------------ | ------------------------------------ | ------------------------------------ | ------------------------------------ | ------ | ------- |
| 2008      | Qi-Meritus Mahara                       | ARE                                  | ARE                                  | IDN                                  | IDN                                  | MAL                                  | MAL                                  | BHR                                  | BHR                                  | ARE                                  | ARE                                  |                                      | 13     | 10      |
| 2008      | Qi-Meritus Mahara                       | 6                                    | 4                                    | NU                                   | 20                                   | NU                                   | 10                                   | 12                                   | 4                                    | 5                                    | 13                                   |                                      | 13     | 10      |
| 2008/2009 | BCN Competición Ocean Racing Technology | CHN                                  | CHN                                  | ARE                                  | BHR                                  | BHR                                  | QAT                                  | QAT                                  | MAL                                  | MAL                                  | BHR                                  | BHR                                  | 0      | 24      |
| 2008/2009 | BCN Competición Ocean Racing Technology | NU                                   | 8                                    | –                                    | –                                    | –                                    | –                                    | –                                    | –                                    | –                                    | –                                    | –                                    | 0      | 24      |